# Каролинский язык
Каролинский язык — язык микронезийской языковой группы, официальный язык Северных Марианских островов (наряду с английским и чаморро). На каролинском языке говорят в основном каролинцы (народ австронезийской группы).
Наиболее близкими языками являются сатавальский, волеаи и пулават. Лексическое сходство каролинского языка с другими языками понапеанско-трукской подгруппы составляет: с сатавальским — 95 %, с волеаи и пулаватом — 88 %, мортолоком — 81 %, чуукским — 78 %, и с улити— 74 %.
По данным переписи 1990 года на каролинском языке говорило 3 000 человек, в настоящее время число носителей составляет 5 700. Алфавит из 31 буквы на основе латиницы.